# Olearia gardneri
Olearia gardneri là một loài thực vật có hoa trong họ Cúc. Loài này được Heads mô tả khoa học đầu tiên năm 1998.